# (125476) Frangarcia
(125476) Frangarcia est un astéroïde de la ceinture principale.

## Description
(125476) Frangarcia est un astéroïde de la ceinture principale. Il fut découvert le 27 novembre 2001 à Pla D'Arguines par Rafael Ferrando. Il présente une orbite caractérisée par un demi-grand axe de 2,37 UA, une excentricité de 0,14 et une inclinaison de 7,3° par rapport à l'écliptique.

## Compléments